# Bathytanais bathybrotes
Bathytanais bathybrotes är en kräftdjursart som först beskrevs av Frank Evers Beddard 1886.  Bathytanais bathybrotes ingår i släktet Bathytanais och familjen Paratanaidae. Inga underarter finns listade i Catalogue of Life.